# Malik Allen
Malik Omar Allen (Willingboro, New Jersey, 27 juni 1978) is een Amerikaans voormalig basketbalspeler en huidig basketbalcoach.

## Carrière
Allen speelde collegebasketbal voor de Villanova Wildcats en stelde zich in 2000 kandidaat voor de NBA draft. Hij werd niet gekozen en ging spelen voor San Diego Wildfire. Na een seizoen tekende hij als vrije speler alsnog een contract in de NBA bij Miami Heat. Hij speelde bij Miami tot 2005 en werd geruild voor Steve Smith naar de Charlotte Bobcats. Na een half seizoen vertrek hij al naar de Chicago Bulls waar hij twee seizoenen speelde.
In 2007 tekent hij als vrije speler bij de New Jersey Nets, een jaar later wordt hij samen met Jason Kidd en Antoine Wright geruild naar de Dallas Mavericks. Ze kregen in de ruil Maurice Ager, DeSagana Diop, Devin Harris, Trenton Hassell, Keith Van Horn, een 2008 en 2010 1ste ronde draft.
Na een half jaar tekende hij op 17 juli 2008 als vrije speler bij de Milwaukee Bucks. In 2009 werd hij geruild naar de Denver Nuggets voor Walter Sharpe, Sonny Weems en een geldbedrag. In 2010 tekende hij als vrije speler bij de Orlando Magic waar hij op het einde van het seizoen op pensioen ging.
Na zijn spelerscarrière was hij assistent-coach bij de Detroit Pistons van 2014 tot 2018. Hij stapte over naar de Minnesota Timberwolves waar hij tot in 2019 bleef als assistent-coach. Sinds 2019 is hij aan de slag bij Miami Heat als assistent van Erik Spoelstra.

## Statistieken

### Regulier seizoen
| Seizoen  | Team              | WG  | WS  | MPW  | 2P%  | 3P%   | FW%  | RPW | APW | SPW | BPW | PPW |
| -------- | ----------------- | --- | --- | ---- | ---- | ----- | ---- | --- | --- | --- | --- | --- |
| 2001/02  | Miami Heat        | 12  | 2   | 13,4 | 43,1 | 0,0   | 80,0 | 3,2 | 0,4 | 0,2 | 0,7 | 4,3 |
| 2002/03  | Miami Heat        | 80  | 73  | 29,0 | 42,4 | 0,0   | 80,2 | 5,3 | 0,7 | 0,5 | 1,0 | 9,6 |
| 2003/04  | Miami Heat        | 45  | 6   | 13,7 | 41,9 | 0,0   | 75,8 | 2,6 | 0,4 | 0,3 | 0,6 | 4,2 |
| 2004/05  | Miami Heat        | 14  | 0   | 17,7 | 46,1 | 0,0   | 92,9 | 3,7 | 0,8 | 0,3 | 0,8 | 5,9 |
| 2004/05  | Charlotte Bobcats | 22  | 1   | 12,3 | 48,5 | 0,0   | 92,9 | 2,1 | 0,3 | 0,2 | 0,5 | 5,0 |
| 2005/06  | Chicago Bulls     | 54  | 20  | 13,0 | 49,0 | 100,0 | 60,5 | 2,6 | 0,4 | 0,3 | 0,3 | 4,9 |
| 2006/07  | Chicago Bulls     | 60  | 1   | 10,6 | 41,5 | 0,0   | 82,4 | 2,0 | 0,3 | 0,3 | 0,3 | 4,0 |
| 2007/08  | New Jersey Nets   | 48  | 12  | 15,9 | 47,5 | 50,0  | 92,3 | 2,7 | 0,6 | 0,3 | 0,4 | 5,4 |
| 2007/08  | Dallas Mavericks  | 25  | 4   | 13,3 | 50,0 | 0,0   | 91,7 | 2,7 | 0,6 | 0,2 | 0,4 | 3,1 |
| 2008/09  | Milwaukee Bucks   | 49  | 3   | 11,8 | 42,9 | 0,0   | 47,6 | 2,1 | 0,7 | 0,1 | 0,2 | 3,2 |
| 2009/10  | Denver Nuggets    | 51  | 3   | 8,9  | 39,7 | 16,7  | 92,3 | 1,6 | 0,3 | 0,2 | 0,1 | 2,1 |
| 2010/11  | Orlando Magic     | 18  | 0   | 9,9  | 35,5 | 0,0   | 50,0 | 1,8 | 0,2 | 0,1 | 0,2 | 1,3 |
| Carrière | Carrière          | 478 | 125 | 15,2 | 43,9 | 18,8  | 77,8 | 2,8 | 0,5 | 0,3 | 0,5 | 4,9 |

### Play-offs
| Seizoen  | Team             | WG | WS | MPW  | 2P%  | 3P% | FW%  | RPW | APW | SPW | BPW | PPW |
| -------- | ---------------- | -- | -- | ---- | ---- | --- | ---- | --- | --- | --- | --- | --- |
| 2004     | Miami Heat       | 10 | 0  | 13,8 | 44,9 | 0,0 | 66,7 | 3,0 | 0,4 | 0,2 | 0,9 | 5,0 |
| 2006     | Chicago Bulls    | 6  | 6  | 19,3 | 46,7 | 0,0 | 0,0  | 3,0 | 1,2 | 0,3 | 1,0 | 4,7 |
| 2007     | Chicago Bulls    | 5  | 0  | 6,8  | 16,7 | 0,0 | 0,0  | 1,4 | 0,2 | 0,2 | 0,2 | 0,8 |
| 2008     | Dallas Mavericks | 3  | 0  | 6,0  | 0,0  | 0,0 | 0,0  | 0,0 | 0,0 | 0,0 | 0,0 | 0,0 |
| 2010     | Denver Nuggets   | 4  | 0  | 2,8  | 0,0  | 0,0 | 0,0  | 0,8 | 0,0 | 0,2 | 0,0 | 0,0 |
| Carrière | Carrière         | 28 | 6  | 11,3 | 40,9 | 0,0 | 60,0 | 2,1 | 0,4 | 0,2 | 0,6 | 2,9 |